# Tri-MG 인터 아시아 항공
Tri-MG 인터 아시아 항공(영어: Tri-MG Intra Asia Airlines)은 인도네시아의 화물 항공사로 총 3개 노선을 취항하고 있다. 본사는 인도네시아 자카르타에 위치해 있으며 1973년에 설립했다. 또한 사용하고 있는 허브 공항으로 수카르노 하타 국제공항이 있다.

## 보유 기종
- 2012년 3월 기준으로 Tri-MG 인터 아시아 항공은 다음과 같은 기종을 보유하고 있으며 평균 기령은 29년이다.[1][2][3]

| 기종           | 대수 | 주문 | 비고 |
| -------------- | ---- | ---- | ---- |
| 안토노프 An-12 | 1    | 0    |      |
| 안토노프 An-26 | 1    | 0    |      |
| 안토노프 An-32 | 1    | 0    |      |
| 보잉 727-100F  | 1    | 0    |      |
| 보잉 727-200F  | 4    | 0    |      |
| 보잉 737-200QC | 2    | 0    |      |
| 보잉 737-300F  | 1    | 0    |      |
| 합계           | 11   | 0    |      |